# The Neon Philharmonic
The Neon Philharmonic war eine US-amerikanische Psychedelic-Rock-Band.

## Geschichte
Im Jahr 1969 schlossen sich die drei Session-Musiker Tupper Saussy, Donald Gant und Robert Mc Clauskey zusammen und hatten in den US-Billboard Hot 100 zwei Erfolge; 1969 mit Morning Girl Platz 17 und 1970 mit Heighdy-Ho Princess Platz 94. Im Verlauf der Jahre 1967 bis 1975 waren weitere Mitglieder Kenny Buttrey, Jerry Carrigan, Norbert Putnam, Chip Young, Don Gant, Tupper Saussy, Dennis Good, Don Sheffield, Rufus Long, Pierre Menard und Chuck Wyatt.

## Diskografie

### Alben
- 1969: The Neon Philharmonic
- 1969: The Moth Confesses

### Singles und EPs
- 1969: Morning Girl
- 1970: Heighdy-Ho Princess
- 1970: Flowers For Your Pillow (7", Promo)
- 1972: Annie Poor (7", Promo)
- 1975: So Glad You're a Woman (7", Single)